# Udupi (dystrykt)

Lokalizacja dystryktu Udupi

Dystrykt Udupi (język tulu i kannada: ಉಡುಪಿ ಜಿಲ್ಲೆ) - dystrykt w indyjskim stanie Karnataka, stworzony w 1997 roku przez wydzielenie go z dystryktu Dakszina Kannada. Stolicą dystryktu jest miasto Udupi. Podstawowym językiem mieszkańców jest język tulu. Dystrykty Udupi i Dakszina Kannada tworzą razem kulturowy region zwany Tulu Nadu.